# Bradysia difformis
Bradysia difformis är en tvåvingeart som beskrevs av Frey 1948. Bradysia difformis ingår i släktet Bradysia och familjen sorgmyggor.
Artens utbredningsområde är Finland. Arten är reproducerande i Sverige. Inga underarter finns listade i Catalogue of Life.